# Nyírjákó, Szabolcs-Szatmár-Bereg
Nyírjákó  este un sat în districtul Baktalórántháza, județul Szabolcs-Szatmár-Bereg, Ungaria, având o populație de 868 de locuitori (2011). 

## Demografie
Componența etnică a satului Nyírjákó
     Maghiari (97,16%)
     Romi (1,98%)
     Necunoscut (0,37%)
     Ucraineni (0,49%)
     Alții (0,37%)
Componența confesională a satului Nyírjákó
     Reformați (48,16%)
     Romano-catolici (20,05%)
     Greco-catolici (10,37%)
     Fără religie (3,11%)
     Necunoscută (18,32%)
     Alte religii (0,92%)
Conform recensământului din 2011, satul Nyírjákó avea 868 de locuitori. Din punct de vedere etnic, majoritatea locuitorilor (97,16%) erau maghiari, cu o minoritate de romi (1,98%). Apartenența etnică nu este cunoscută în cazul a 0,37% din locuitori. Nu există o religie majoritară, locuitorii fiind reformați (48,16%), romano-catolici (20,05%), greco-catolici (10,37%) și persoane fără religie (3,11%). Pentru 18,32% din locuitori nu este cunoscută apartenența confesională.